# Raimo Ilaskivi
Raimo Ilaskivi (né Hämäläinen le 26 mai 1928 à Ruokolahti) est un homme politique finlandais,,,,,.

## Carrière financière
De 1951 à 1954, Raimo Ilaskivi travaille comme statisticien à la Suomen Yhdyspankki. 
À partir de 1954, il travaille à l'Association finlandaise des banques, d'abord comme chef du service d'information (1954–1960), puis comme agent (1961–1972) et enfin comme directeur général (1972–1979). 
Raimo Ilaskivi a également été directeur général de la Banque finlandaise de l'industrie (fi) (1957–1979), premier directeur adjoint (1961–1964) et directeur (1964–1979) de la Bourse d'Helsinki, et directeur général de Vientiluotto Oy (1956–1962).

## Carrière politique
Il est surtout connu pour avoir été maire d'Helsinki de 1979 à 1991. 
Il a été membre du Parlement finlandais de 1962 à 1974 et du Parlement européen de 1996 à 1999.
Lors de l'Élection présidentielle finlandaise de 1994, il est le candidat du Parti de la Coalition nationale mais ne termine que quatrième avec 15,2 % des voix.

## Écrits
Il est l'auteur de neuf livres dans le domaine de l'économie et la politique.
- (fi) Finanssijärjestelmän automaattinen vastavaikutus suhdanteiden vaihtelussa (thèse), Helsinki, université d'Helsinki, 1958
- (fi) Rahapolitiikka ja taloudellinen tasapaino Suomessa toisen maailmansodan jälkeen, Helsinki, Kansantaloudellinen yhdistys, 1959
- (fi) Me ja mahdollisuutemme, Helsinki, Kirjayhtymä, 1969
- (fi) Välikysymys, Helsinki, Kirjayhtymä, 1971
- (fi) Hyvät ja pahat eli ajatuksia tiestä sosialismiin, Helsinki, Kirjayhtymä, 1974 (ISBN 951-26-0944-4)
- (fi) Huomisen haasteet. Ajatuksia 1980-luvulle siirryttäessä, Helsinki, Kirjayhtymä, 1979 (ISBN 951-26-1738-2)
- (fi) Helsingin herrat, Helsinki, Otava, 1983 (ISBN 951-1-07605-1)
- (fi) Kolme elämää. Ajatuksia menneestä aikajanasta ja tulevasta, Helsinki, Otava, 1991 (ISBN 951-1-11648-7)

## Reconnaissance
Raimo Ilaskivi a obtenu plusieurs prix et décorations de Finlande et d'autres pays. 
- Grand-croix de l’Ordre du Lion de Finlande
- Commandeur de 1re classe, de l’Ordre du Lion de Finlande
- Grand-croix de l'Ordre de Constant Le Grand (fi)

De 1999 à 2009, il a été le chancelier de l'Ordre de Constant Le Grand (fi) et en est depuis 2009 maître adjoint.